# 伊藤幹生
伊藤 幹生（いとう みきお、1946年（昭和21年）11月29日 - ）は、山口県出身の実業家。

## 略歴
- 1969年（昭和44年） 東京大学法学部卒業
- 同年4月 松下電器産業株式会社（現：パナソニック）へ入社
- 1988年（昭和63年）3月 松下電池工業株式会社（現：パナソニック株式会社 エナジー社）人事部長
- 1993年（平成5年）10月 松下電器産業教育訓練センター 海外研修所長
- 1997年（平成9年）4月 同社労政部長
- 2003年（平成15年）6月 同社東京支社長
- 2004年（平成16年）6月 同社取締役に就任

法務本部長、全社リスク管理・情報セキュリティ・企業倫理担当。
第一線からは退き、現在同社顧問とし、席を置く。
- 2008年（平成20年）株式会社タキタ商事　取締役に就任
- 現在は、他業種に渡り、顧問や企業コンサルティングを主に活動中である。

【主な顧問業務】
- パナソニック　顧問
- KOSHINOコーポレーション　最高顧問